# Droga krajowa B462 (Niemcy)
Droga krajowa 462 (niem. Bundesstraße 462) – niemiecka droga krajowa przebiegająca z północy na południe z Rastatt przez Gernsbach, Freudenstadt, Schramberg do Rottweil w Badenii-Wirtembergii.
Oznakowana jako B462 w latach 60. XX w., znana również jako Schwarzwald-Tälerstraße. Obok  drogi B500 najpopularniejsza droga wśród turystów w okolicy.

## Miejscowości leżące przy B462
Rastatt, Rauental, Muggensturm, Bischweier, Kuppenheim, Gaggenau, Gernsbach, Weisenbach, Forbach, Schönmünzach, Huzenbach, Röt, Kloster Reichenbach, Baiersbronn, Freudenstadt, Loßburg, Dörfle, Alpirsbach, Schenkenzell, Schiltach, Welschdorf, Schramberg, Dunningen, Rottweil.